# Емцов, Василий Яковлевич
Василий Яковлевич Емцов — советский хозяйственный, государственный и политический деятель.

## Биография
Родился в 1905 году в семье батрака. Член ВКП(б) с 1938 года.
С 1923 года — на хозяйственной, общественной и политической работе. В 1923—1964 гг. — слесарь завода имени Октябрьской Революции, машинист депо Ташкент-товарная, председатель Ташкентского городского исполнительного комитета, заместитель председателя Президиума Верховного Совета Узбекской ССР.
Избирался депутатом Верховного Совета СССР 1-го, 2-го, 3-го, 4-го созывов.